# Deutsche Rhododendron-Gesellschaft
Die Deutsche Rhododendron-Gesellschaft ist ein gemeinnütziger Verein für immergrüne Laub- und Nadelgehölze.

## Geschichte
Die Gesellschaft wurde am 18. Oktober 1935 bei einem Festakt im Bremer Rathaus gegründet. Die Initiative hierzu ging von Rhododendron-Liebhabern und Baumschul-Inhabern aus.
Im Mai 1937 wurde die erste offizielle Mitgliederversammlung im Bremer Rhododendron-Park durchgeführt. Dabei wurde mit den Baumschulen eine Vereinbarung getroffen, dass der Bremer Park als Schau- und Sichtungsgarten mit der größtmöglichen Vielfalt von Rhododendron-Wildarten und -Sorten zu entwickeln ist. Die Gesellschaft ist eine von rund 20 Rhododendron-Gesellschaften weltweit.

## Die Gesellschaft
Mitglieder in der Gesellschaft sind Gartenfreunde und Pflanzenliebhaber von Rhododendron, Azaleen und immergrünen Laubgehölzen ebenso wie Gartenbau-Fachleute aus Wissenschaft und Praxis. Die Mitglieder kommen aus dem gesamten Bundesgebiet und auch aus dem europäischen und außereuropäischen Ausland.
Der Verein ist bestrebt, ihre Mitglieder fachlich zu beraten, Erfahrungen zu vermitteln, sowie über neue Erkenntnisse und Forschungsergebnisse bei Rhododendron und immergrünen Gehölzen zu unterrichten.
Entsprechend der aktuellen Satzung gehören unter dem Thema der Erforschung der Rhododendron und immergrünen Laub- und Nadelgehölze folgende Bereiche zu den engeren Aufgaben:
- Systematische Bearbeitung der entsprechenden Gattungen
- Untersuchungen der Wildarten und Sorten auf Winterhärte, Blütenfarbe, Blühwilligkeit, Wuchs, Belaubung und andere Eigenschaften
- Züchterische Untersuchungen
- Austausch wissenschaftlicher Untersuchungsergebnisse mit dem In- und Ausland
- Veröffentlichung von Arbeitsergebnissen

Die Jahrestagungen mit Vorträgen und Besichtigungen geben den Mitgliedern Gelegenheit zum praktischen Erfahrungsaustausch, zum Sehen und Erleben der Rhododendron und immergrünen Gehölze. Die Jahrestagung der Gesellschaft in 2018 fand gemeinsam mit der American Rhododendron Society statt.
Besondere Studienreisen ins In- und Ausland führen zu den schönsten (oftmals allgemein nicht zugänglichen) Park- und Gartenanlagen.
Der Verein ist bestrebt, die Verbreitung in Gärten und Parkanlagen der Rhododendron und immergrünen Gehölze zu fördern und mit allen Stellen, die sich mit der Pflege und Entwicklung dieser Pflanzen befassen, zusammenzuarbeiten.
Ausbau, Entwicklung und Gedeihen des Rhododendron-Parks in Bremen mit seinen umfangreichen Sammlungen von Arten und Sorten der Rhododendron, Azaleen und anderen immergrünen Gehölzen ist ein besonderes Anliegen der Gesellschaft.

## Organe
Die Gesellschaft hat die drei Organe Vorstand, Beirat und Mitgliederversammlung. Der Vorstand besteht aus sechs Personen. Präsident ist aktuell André-Michael Schultz, Bremen.

Der Beirat besteht aus Gartenbaufachleuten und Liebhabern, deren Mitglieder jährlich durch die Mitgliederversammlung gewählt werden.

## Veröffentlichungen
- Rhododendron und immergrüne Laubgehölze, Jahrbuch der Deutschen Rhododendron-Gesellschaft, Bremen
- Immergrüne Blätter, Mitteilungen für die Mitglieder der Deutschen Rhododendron-Gesellschaft

seit 2006 werden die oben genannten ersetzt durch die zweimal jährlich erscheinende
- Rhododendron und Immergrüne